# Siderisk tid
Siderisk tid betegner enten den tid et himmellegeme er om at rotere én gang om sin egen akse (siderisk døgn) eller én gang omkring et andet himmellegeme (siderisk år). Dvs. en rotation på 360° i forhold til verdensrummet. For Jordens vedkommende er et siderisk døgn: 23t 56m 4,09s, og et siderisk år er: 365,2564 døgn. Det sideriske klokkeslæt er sammenfaldende med timevinklen for stjernehimlen.